# Supercoupe de Belgique de football 1980
La Supercoupe de Belgique 1980 est un match de football qui a été joué le 1er août 1980, entre le vainqueur du championnat de division 1 belge 1979-1980, le FC Bruges et le finaliste de la coupe de Belgique 1979-1980, le KSK Beveren, qui prend la place du vainqueur Waterschei THOR, ce dernier ayant refusé de jouer la compétition.
Le FC Bruges remporte le match après la séance des tirs au but. C'est la première victoire du club en Supercoupe.

## Feuille de match
| 1er août 1980 | FC Bruges       | 1-1 | KSK Beveren | Olympiastadion, Bruges |  |
|               |                 |     |             |                        |  |
|               | Tirs au but 4-3 |     |             |                        |  |